# Mayflower, Arkansas
Mayflower là một thành phố thuộc quận Faulkner, tiểu bang Arkansas, Hoa Kỳ. Năm 2010, dân số của thành phố này là 2234 người.

## Dân số
- Dân số năm 2000: 1631 người.
- Dân số năm 2010: 2234 người.